# História do Omã

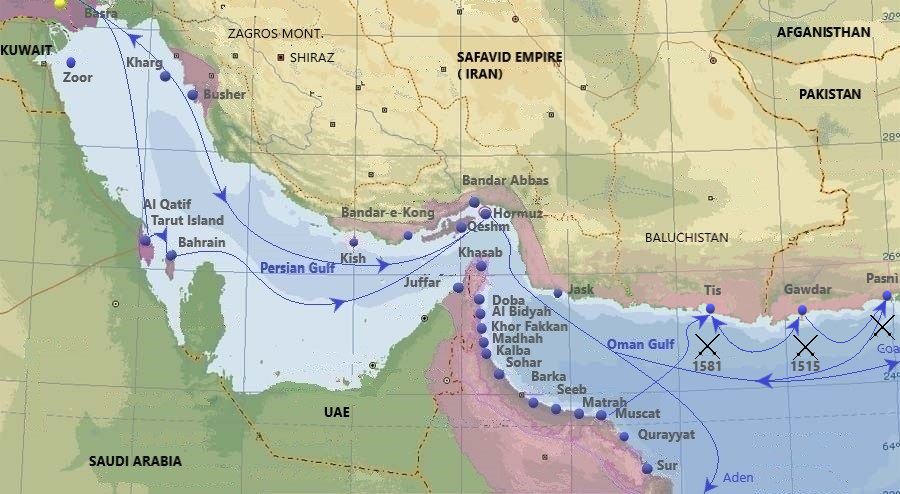
Roxo - Portugueses no Golfo Pérsico. Principais cidades e rotas.Amarelo -Feitoria de Baçorá (Iraque)

Tendo se constituído desde a Antiguidade em um ativo centro de comércio, a região do Omã é designada em sumério como "Magan".
Por volta de 563 a.C. foi incorporada pelo Império Aquemênida, vindo a constituir uma das suas satrapias, e posteriormente, da Dinastia Sassânida.
No início do século I, tribos árabes começaram a chegar à região, afirmando-se em 632, quando os Persas perdem o seu poder.
Em 751, os muçulmanos Ibadi estabeleceram um imanato em Omã. Os Ibadi são vistos pelos demais muçulmanos como um ramo dos carijitas. O imanato Ibadi sobreviveu até meados do século XX.
Em 1508, o seu porto principal, Mascate, foi capturado pelos portugueses, que aí permaneceram até que a cidade foi capturada pelos otomanos em 1659.
Estes foram expulsos em 1741, quando a actual linha de sultões foi formada por Ahmed Ibn Said.
No início do século XIX, Omã atingiu o estatuto de potência principal, tendo possessões no Baluchistão e em Zanzibar, mas estas foram sendo gradualmente perdidas. Em 1891, Omã tornou-se num protectorado britânico, situação que se manteve até 1971. No ano anterior, o sultão Said Bin Taimur tinha sido deposto pelo seu filho, o sultão Qaboos bin Said Al Said, (que governa desde 1970). Qaboos renomeou o país (chamava-se Mascate e Omã, passando a ser apenas Omã). Desde essa época, Qaboos tem melhorado significativamente a situação económica do país, mantendo-se em paz com todos os outros países do Médio Oriente. Em 1996, o sultão assinou um decreto promulgando uma nova lei básica que clarifica a sucessão real, cria um conselho consultivo bicameral com alguns, embora limitados, poderes legislativos, cria um primeiro-ministro e garante liberdades civis básicas aos cidadãos omanitas. Bases militares em Omã foram usadas em 2001 pelas forças estado-unidenses envolvidas em ataques terrestres contra o Afeganistão e Osama bin Laden. Em 2003, a câmara baixa do conselho consultivo foi livremente eleita pela primeira vez.